# NGC 790
NGC 790 je galaksija u zviježđu Kit.

## Vanjske poveznice
- SEDS: NGC 790